# Ahmed Musa
Ahmed Musa Rella (Jos, 14 de octubre de 1992) es un futbolista nigeriano que juega en la posición de delantero en el Kano Pillars F. C. de la Liga de Fútbol Profesional de Nigeria.

## Selección nacional

### Selección sub-20
Musa participó en abril del Campeonato Juvenil Africano de 2011 donde se consagró campeón. También fue convocado para la Copa Mundial de Fútbol Sub-20 de 2011 donde previamente su entrenador, John Obu, habló de él como una de las grandes figuras del seleccionado. El joven de apenas 18 años no defraudó, y en la primera fase anotó 3 goles formando una importante dupla ofensiva con su compañero Edafe Egbedi. A pesar de que su equipo quedó eliminado en cuartos de final, sus actuaciones le permitieron ser nominado para ser el mejor jugador del mundial.

### Selección absoluta
Fue convocado por primera vez a la selección absoluta de Nigeria por el entrenador técnico Lars Lagerbäck para formar parte de la lista preliminar de cara a la Copa Mundial de Fútbol de 2010, sin embargo, una lesión en el tobillo le negó cualquier oportunidad de formar parte de la plantilla final para la cita mundialista.  Su debut internacional tuvo que esperar hasta el 5 de septiembre de 2010 en un partido contra Madagascar de la clasificación para la Copa Africana de Naciones de 2012 en el que ingresó como sustituto de John Obi Mikel.
Su primer gol se lo convirtió a la selección de Kenia en un partido amistoso en marzo de 2011.
El 6 de mayo de 2014 fue incluido por el entrenador de la selección nigeriana Stephen Keshi en la lista provisional de 30 jugadores que iniciarán los entrenamientos con miras a la Copa Mundial de Fútbol de 2014. El 2 de junio, se confirmó su inclusión en la nómina definitiva de 23 jugadores. En este torneo le anotó dos goles a la selección argentina, partido que terminó 3-2 a favor de los sudamericanos.
La Copa Mundial de Fútbol de 2018 disputada en Rusia fue su segundo Mundial con la selección de Nigeria. Marcó 2 goles, con los que se convirtió en el máximo goleador histórico de Nigeria en Copas del Mundo, pero de todas formas no fueron suficientes para que su selección pasara de la primera fase.
El 10 de octubre de 2021 alcanzó las cien internacionalidades con la selección absoluta.

#### Participaciones en Campeonatos Juveniles
| Torneo                                | Sede      | Resultado        | Partidos          | Goles             |
| ------------------------------------- | --------- | ---------------- | ----------------- | ----------------- |
| Campeonato Juvenil Africano de 2011   | Sudáfrica | Campeón          | 1[cita requerida] | 0[cita requerida] |
| Copa Mundial de Fútbol Sub-20 de 2011 | Colombia  | Cuartos de final | 5                 | 3                 |

#### Participaciones en la Copa Mundial de Fútbol
| Mundial                        | Sede   | Resultado        | Partidos | Goles |
| ------------------------------ | ------ | ---------------- | -------- | ----- |
| Copa Mundial de Fútbol de 2014 | Brasil | Octavos de final | 4        | 2     |
| Copa Mundial de Fútbol de 2018 | Rusia  | Primera fase     | 3        | 2     |

### Goles internacionales
Actualizado de acuerdo al último partido jugado el 13 de noviembre de 2021.
| N.º | Fecha                   | Lugar                                               | Oponente   | Gol | Resultado | Competición                                             |
| --- | ----------------------- | --------------------------------------------------- | ---------- | --- | --------- | ------------------------------------------------------- |
| 1.  | 29 de marzo de 2011     | Estadio Abuya, Abuya, Nigeria                       | Kenia      | 1-0 | 3-0       | Amistoso                                                |
| 2.  | 16 de junio de 2012     | U. J. Esuene Stadium, Calabar, Nigeria              | Ruanda     | 1-0 | 2-0       | Clasificación para la Copa Africana de Naciones de 2013 |
| 3.  | 13 de octubre de 2012   | Estadio Abuya, Calabar, Nigeria                     | Liberia    | 2-0 | 6-1       | Clasificación para la Copa Africana de Naciones de 2013 |
| 4.  | 6 de febrero de 2013    | Estadio Moses Mabhida, Durban, Sudáfrica            | Malí       | 4-0 | 4-1       | Copa Africana de Naciones 2013                          |
| 5.  | 5 de junio de 2013      | Centro Deportivo Internacional Moi, Kasarani, Kenia | Kenia      | 1-0 | 1-0       | Clasificación de la Copa Mundial de la FIFA 2014        |
| 6.  | 25 de junio de 2014     | Estadio Beira-Rio, Praia de Belas, Brasil           | Argentina  | 1-1 | 2-3       | Copa Mundial de Fútbol de 2014                          |
| 7.  | 25 de junio de 2014     | Estadio Beira-Rio, Praia de Belas, Brasil           | Argentina  | 2-2 | 2-3       | Copa Mundial de Fútbol de 2014                          |
| 8.  | 15 de octubre de 2014   | National Stadium, Abuya, Nigeria                    | Sudán      | 1-0 | 3-1       | Clasificación para la Copa Africana de Naciones de 2015 |
| 9.  | 15 de octubre de 2014   | National Stadium, Abuya, Nigeria                    | Sudán      | 3-1 | 3-1       | Clasificación para la Copa Africana de Naciones de 2015 |
| 10. | 28 de marzo de 2015     | Estadio Mbombela, Nelspruit, Sudáfrica              | Sudáfrica  | 1-0 | 1-1       | Amistoso                                                |
| 11. | 8 de septiembre de 2015 | Estadio Adokiye Amiesimaka, Port Harcourt, Nigeria  | Níger      | 1-0 | 2-0       | Amistoso                                                |
| 12. | 1 de junio de 2017      | Stade Municipal, Paris, Francia                     | Togo       | 1-0 | 3-0       | Amistoso                                                |
| 13. | 1 de junio de 2017      | Stade Municipal, Paris, Francia                     | Togo       | 2-0 | 3-0       | Amistoso                                                |
| 14. | 22 de junio de 2018     | Volgogrado Arena, Volgogrado, Rusia                 | Islandia   | 1-0 | 2-0       | Copa Mundial de Fútbol de 2018                          |
| 15. | 22 de junio de 2018     | Volgogrado Arena, Volgogrado, Rusia                 | Islandia   | 2-0 | 2-0       | Copa Mundial de Fútbol de 2018                          |
| 16. | 8 de septiembre de 2018 | Estadio Linité, Victoria, Seychelles                | Seychelles | 1-0 | 3-0       | Clasificación para la Copa Africana de Naciones de 2019 |
| 17. | 16 de octubre de 2018   | Stade Taïeb Mhiri, Sfax, Túnez                      | Libia      | 2-0 | 3-2       | Clasificación para la Copa Africana de Naciones de 2019 |
| 18. | 13 de noviembre de 2021 | Estadio de Tánger, Tánger, Marruecos                | Liberia    | 2-0 | 2-0       | Clasificación de la Copa Mundial de la FIFA 2022        |

## Clubes
| Club                         | País           | Año       |
| ---------------------------- | -------------- | --------- |
| Juth F. C.                   | Nigeria        | 2008-2009 |
| Kano Pillars F. C.           | Nigeria        | 2009-2010 |
| VVV-Venlo                    | Países Bajos   | 2010-2012 |
| P. F. C. CSKA Moscú          | Rusia          | 2012-2016 |
| Leicester City F. C.         | Inglaterra     | 2016-2018 |
| P. F. C. CSKA Moscú (cedido) | Rusia          | 2018      |
| Al-Nassr                     | Arabia Saudita | 2018-2020 |
| Kano Pillars F. C.           | Nigeria        | 2021      |
| Fatih Karagümrük S. K.       | Turquía        | 2021-2022 |
| Sivasspor                    | Turquía        | 2022-2024 |
| Kano Pillars F. C.           | Nigeria        | 2024-     |

## Palmarés

### Títulos nacionales
| Título                      | Club                | País           | Año  |
| --------------------------- | ------------------- | -------------- | ---- |
| Liga Premier de Rusia       | P. F. C. CSKA Moscú | Rusia          | 2013 |
| Copa de Rusia               | P. F. C. CSKA Moscú | Rusia          | 2013 |
| Supercopa de Rusia          | P. F. C. CSKA Moscú | Rusia          | 2013 |
| Liga Premier de Rusia       | P. F. C. CSKA Moscú | Rusia          | 2014 |
| Supercopa de Rusia          | P. F. C. CSKA Moscú | Rusia          | 2014 |
| Liga Premier de Rusia       | P. F. C. CSKA Moscú | Rusia          | 2016 |
| Liga Profesional Saudí      | Al-Nassr            | Arabia Saudita | 2019 |
| Supercopa de Arabia Saudita | Al-Nassr            | Arabia Saudita | 2019 |

### Distinciones individuales
| Distinción                                        | Año  |
| ------------------------------------------------- | ---- |
| MVP contra Islandia en la Copa Mundial de Fútbol. | 2018 |